# Richard Cocciante
Riccardo Cocciante, plus connu dans la francophonie sous le nom de Richard Cocciante, né le 20 février 1946 à Saïgon (Indochine française), est un chanteur et compositeur franco-italien. Il est notamment connu pour être l'interprète du titre Le Coup de soleil en 1979 et compositeur de la comédie musicale Notre-Dame de Paris (1998).

## Parcours
À l'âge de onze ans, il s'installe à Rome avec sa famille ; il doit alors apprendre l'italien, alors qu'il n'avait jusque-là parlé que le français. Nourri d’opéra, des grandes œuvres classiques, mais aussi de blues et des Beatles, il devient le chanteur à la voix rauque du groupe The Nations de 1965 à 1969, et apprend le piano en autodidacte.
En 1972, il sort un premier 45 tours en France (Bonne nuit Elisa) chez Butterfly Records, puis en Italie son premier album Mu, bientôt adapté en français, suivi par Poesia. Le succès vient un an plus tard en Italie puis en Espagne avec la chanson Bella senz'anima (en), extrait de l'album Anima, arrangé par le compositeur de musiques de films, Ennio Morricone. Il connaît dès 1976 ses premiers succès francophones au Canada, pays où il restera toujours populaire par la suite, avec les chansons Si j'étais, Je t'attendais ce soir et Quand un amour.
En 1978, il réalise l'album Concerto per Margherita (Concierto para Margarita à destination de l'Espagne et de l'Amérique latine, Concerto pour Marguerite en VF), en collaboration avec Vangelis pour les arrangements.
La chanson Marguerite accroche le public français et devient le quatrième succès de Cocciante au Québec. Il publie en 1979 un autre succès en Italie, Io canto. Un peu plus tard dans l'année, la rencontre de Riccardo Cocciante avec Jean-Paul Dréau est marquée par le succès de la chanson Le Coup de soleil (classé n°7 en France). 
En 1980-1981, l'album Au clair de tes silences sort simultanément en France et au Québec, porté par le titre Avec simplicité (coécrit avec Serge Lama) tandis que Cervo a primavera se classe n°4 en Italie, extrait de l'album du même nom. Pendant l'année 1981, d'autres titres se démarquent et obtiennent du succès au Québec : De temps qui passe en temps qui passe, Une petite chanson câline et Magali. En 1982 paraît l'album Vieille avec les titres Une chanson, Petite Julie et Clown.
En 1983, il signe avec la maison de disques Virgin et sort l'album Sincerità, enregistré à Los Angeles avec le groupe Toto. Il sort en quatre versions : italienne, anglaise, espagnole et française. Cette dernière version est signée par Étienne Roda-Gil pour les textes. Les chansons Sincérité et Sur la Terre, elle et moi en sont extraites.
En 1985, il chante Question de feeling avec la chanteuse Mina en italien, puis avec Melissa en espagnol, et enfin avec Fabienne Thibeault en français. Il lance également l'album L'homme qui vole avec les titres Vivre ensemble, Si tu me revenais et Mes samedis.
En 1987, Riccardo Cocciante interprète la chanson Il mio rifugio, générique du film français de Patrice Leconte Tandem, une adaptation de la chanson Le Refuge écrite et composée par François Bernheim en 1976. Une version instrumentale de cette chanson est utilisée dans la série télévisée coréenne Full House (풀하우스) en 2004.
En 1988 sort l'album La grande Avventura, enregistré à Londres.
Riccardo Cocciante, qui refusait jusque-là la grande machinerie du Festival de Sanremo (passage obligatoire du commerce discographique italien et plus important événement télévisuel italien), s'y présente tout de même en 1991 avec la chanson Se stiamo insieme, extraite de l'album Cocciante et gagne le prix.
La même année, Catherine Lara fait appel à lui pour incarner le rôle du compositeur Frédéric Chopin sur l'album Sand et les Romantiques, entièrement construit autour de la personnalité de George Sand, célèbre femme écrivain française, dont Chopin fut l’amant. Parmi les artistes qui participent à ce projet, outre Lara et Cocciante, on note Daniel Lavoie et Véronique Sanson. Le livret du disque est signé par Luc Plamondon.
En 1993, paraissent les albums Empreinte / Eventi e mutamenti / Inventos y Experimentos avec le titre Pour Elle : classé n° 45 en France, ce titre sera repris par de nombreux artistes et enregistré en sept langues. D'autres titres paraissent, comme Le cœur et Tous ensemble et tellement seuls.
L’Instant présent paraît en 1995 et l'album est le résultat de sa collaboration avec l’auteur québécois Luc Plamondon. La sortie du disque est suivie d'une tournée qui passe par l'Olympia de Paris du 8 au 10 février 1996 ainsi que par le Théâtre Saint-Denis de Montréal, au Québec. Les chansons Notre histoire et HLM (Harry Loves Mary) en sont extraites.
La complicité entre les deux hommes donne naissance à un nouveau projet de taille : la première version chantée de Notre-Dame de Paris.
Il enchaîne en 2002 en présentant une adaptation du Petit Prince au Casino de Paris.
Le président de la République italienne Oscar Luigi Scalfaro lui a décerné le titre de grand officier de la République italienne.
En 2005, sort l'album Songs, où Riccardo Cocciante chante en quatre langues : français, anglais, italien et espagnol.
En 2007, Giulietta & Romeo, la comédie musicale écrite avec le parolier Pasquale Panella, débute à Vérone.
En 2013, il devient l'un des coachs de The Voice of Italy, sur la chaîne de télévision italienne Rai 2. La gagnante de la saison 2013 est d'ailleurs une chanteuse de son groupe, Elhaida Dani.

## Condamnation
En 2006, il est accusé par la justice d'avoir caché six millions d'euros au fisc lors de sa déclaration de revenus de l'année 2000. Il est finalement condamné avec son épouse à trois ans de prison avec sursis, 37 500 euros d'amende pour fraude fiscale et une privation des droits civiques, civils et familiaux pour une durée de cinq ans par la Cour de cassation qui confirme la décision de la Cour d'appel de Paris du 25 janvier 2007.

## Discographie

### Albums en français
- 1973 : Atlantí
- 1976 : Si j'étais (au Québec seulement)
- 1978 : Concerto pour Marguerite
- 1979 : …Je chante
- 1980 : Au clair de tes silences - Le coup de soleil
- 1982 : Vieille (album intitulé L'amour, ça devrait pas faire de mal au Québec)
- 1983 : Sincérité
- 1984 : Riccardo Cocciante (compilation incluant Poupée mécanique)
- 1985 : L'homme qui vole
- 1991 : Sand et les Romantiques (avec Catherine Lara, Daniel Lavoie et Véronique Sanson)
- 1993 : Empreinte
- 1993 : La compilation bleue (deux versions différentes, l'une québécoise et l'autre française)
- 1995 : L'instant présent
- 2000 : La compilation bleue - Nouvelle version (en France seulement)
- 2005 : Songs (quatre titres en français)

### 45 tours en français
- 1972 : Bonne Nuit Élisa / Légende
- 1973 : Un enfant / Comme la nuit
- 1973 : Laissez-moi seul (Vado Via, version française) / Espoir
- 1983 : Poupée mécanique / Quand un amour

### Albums en italien
- 1972 : Mu
- 1973 : Poesia
- 1974 : Anima
- 1975 : L'Alba
- 1977 : Concerto per Margherita
- 1978 : Riccardo Cocciante
- 1979 : …E io canto
- 1980 : Cervo a primavera
- 1982 : Cocciante
- 1983 : Sincerità
- 1985 : Il mare dei papaveri
- 1985 : L'onda (simple)
- 1986 : Quando si vuole bene (en direct)
- 1988 : La grande Avventura
- 1988 : Viva ! Cocciante (en direct)
- 1991 : Se stiamo insieme
- 1993 : Eventi e mutamenti
- 1994 : Un uomo felice
- 1997 : Innamorato
- 1997 : La compilation italienne (rouge)
- 1998 : Istantanea (en direct)

### Albums en anglais
- 1976 : When Love Has Gone Away
- 1978 : Riccardo Cocciante
- 1983 : Sincerity
- 1998 : Christmas In Vienna V (avec Sarah Brightman et Plácido Domingo)
- 2008 : Fable